# Les Ranchers du Wyoming
Pour plus de détails, voir Fiche technique et Distribution.
Les Ranchers du Wyoming (titre original : Cattle King) est un film américain réalisé par Tay Garnett, sorti en 1963.

## Synopsis
En 1883, les éleveurs de bétail désirent passer par les propriétés fermées de barbelés et le droit de faire paître leurs bêtes, mais les ranchers s'y refusent. Sam Brassfield, rancher et chef de l'opposition, devient la cible de l'association des éleveurs de Cheyenne. Clay Mathews tente alors de faire voter une loi.

## Fiche technique
- Titre original : Cattle King
- Réalisation : Tay Garnett
- Scénario : Thomas Thompson
- Directeur de la photographie : William E. Snyder
- Montage : George White
- Musique : Paul Sawtell et Bert Shefter
- Production : Nat Holt
- Genre : Western
- Pays de production :  États-Unis
- Durée : 88 minutes
- Dates de sortie :
  - États-Unis : 31 juillet 1963
  - France : 22 juillet 1964
- Affiche : Roger Soubie (France)

## Distribution
- Robert Taylor (VF : Roland Ménard) : Sam Brassfield
- Robert Loggia (VF : Georges Aminel) : John Quatro
- Joan Caulfield (VF : Paula Dehelly) : Sharleen Travers
- Robert Middleton (VF : Jean Michaud) : Clay Mathews
- Larry Gates (VF : Lucien Bryonne) : Président Chester Arthur
- Malcolm Atterbury : Abe Clevenger
- William Windom (VF : Michel Gudin) : Harry Travers
- Virginia Christine (VF : Lita Recio) : Ruth (Rose en VF) Winters
- Richard Devon (VF : Henry Djanik) : Vince Bodine
- Ray Teal (VF : René Blancard) : Ed Winters
- Bob Ivers (VF : Pierre Trabaud) : Webb Carter
- Maggie Pierce : June (Jeanne en VF) Carter
- Woodrow Parfrey (VF : René Bériard) : Stafford
- Richard Tretter (VF : Jacques Torrens) : Hobie (Robbie en VF) Renton
- John Mitchum : Tex